# رئيس الحكومة اللبنانية
رئيس الحكومة اللبنانية هو رئيس مجلس الوزراء، يتم تعيين رئيس الوزراء وإقالته وفقاَ لآليات دستورية وارده في الدستور اللبناني بناءا على التعديلات التي اجريت على الدستور بعد اتفاق الطائف. ووفقا للميثاق الوطني اللبناني فإن هذا المنصب من نصيب المسلمين السنة.

## التاريخ
إنشاء المكتب في 23 أيار 1926، عندما صدر دستور دولة لبنان الكبير. في صيف عام 1943، عندما تم الاتفاق على الميثاق الوطني، تقرر أن مكتب رئيس الوزراء سيكون دائمًا مخصصًا للمسلم السني. منذ إنشاء المكتب في عام 1926 وحتى نهاية الحرب الأهلية اللبنانية، وتمارس معظم صلاحيات المكتب من خلال وسائل غير رسمية وليس من خلال الإجراءات الدستورية. بعد انتهاء الحرب الأهلية والتصديق على اتفاق الطائف، تم تدوين مسؤوليات رئيس الوزراء وأدرجت بوضوح في الدستور.

### الخلافات مع الدستور الفرنسي
في حين تم صياغة دستور لبنان الكبير لعام 1926 تقريبًا على غرار الدستور الفرنسي (لبنان الكبير يخضع للولاية الفرنسية)، فإن منصب رئيس الوزراء في لبنان أضعف بشكل ملحوظ منه في فرنسا، لأن الرئيس هو الشخص الوحيد الذي يستطيع إقالته (حسب الرغبة)، بينما في فرنسا يتم تعيين رئيس الوزراء من قبل الرئيس، ويمكن إزالته فقط من قبل البرلمان من خلال تصويت بحجب الثقة. هذا يعني أن رئيس وزراء لبنان يجب أن يكون أكثر احتراماً للرئيس من نظيره الفرنسي.

## مخالفات رئاسة الوزراء السابقة
- عندما استقال الرئيس أو قبل انتهاء فترة ولايته بفترة قصيرة، كسر الرئيس الميثاق الوطني وعين مسيحي ماروني مع تبرير أنه سيتولى سلطات الرئاسة.
- خلال الحرب الأهلية اللبنانية، أقال الرئيس المنتهية ولايته أمين الجميل رئيس الوزراء سليم الحص وعين رئيس أركان الجيش ميشال عون رئيسا للوزراء قبل 15 دقيقة من انتهاء ولايته. رفض الحص إقالته، وأدى ذلك إلى تشكيل حكومة مزدوجة ؛ واحد، معظمهم مدنيون ومسلمون في غرب بيروت، والآخر، معظمهم عسكريون ومسيحيون في شرق بيروت